# Charles-Jean-François Hénault
Charles-Jean-François Hénault, född den 8 februari 1685 i Paris, död där den 24 november 1770, var en fransk skriftställare.
Hénault var hederspresident vid Parisparlamentet och överintendent för franska drottningens hovförvaltning. Han stod i nära vänskapsförhållande till d'Argenson, Choiseul med flera och deltog livligt i upplysningstidevarvets parisiska sällskapsliv. Hénault blev 1723 ledamot av Franska akademien. Hans Abrégé chronologique de l'histoire de France (1744) upplevde många upplagor; vidare skrev han poésies fugitives, sorgespel med mera. Hénault och d'Alembert valdes 1755 till svenska Vitterhetsakademiens första utländska ledamöter.